# Ерлигхајм
Ерлигхајм (њем. Erligheim) општина је у њемачкој савезној држави Баден-Виртемберг. Једно је од 39 општинских средишта округа Лудвигсбург. Према процјени из 2010. у општини је живјело 2.664 становника. Посједује регионалну шифру (AGS) 8118015.

## Географски и демографски подаци
Ерлигхајм се налази у савезној држави Баден-Виртемберг у округу Лудвигсбург. Општина се налази на надморској висини од 259 метара. Површина општине износи 6,2 km². У самом мјесту је, према процјени из 2010. године, живјело 2.664 становника. Просјечна густина становништва износи 430 становника/km².